# Ankylopteryx nepalensis
Ankylopteryx nepalensis är en insektsart som beskrevs av Hölzel 1973. Ankylopteryx nepalensis ingår i släktet Ankylopteryx och familjen guldögonsländor. Inga underarter finns listade i Catalogue of Life.